# Драмолет
Драмолет (нем. Dramolett, фр. dramolet) је врста краће драме, једночинка, мали сценски комад. Због својих формалних особина, погодан је за типично приказивање сценских протагониста и заплета, односно, у драмолету се не развијају ни ликови ни сложена драмска радња, већ се карактеристике личности и њихове судбине изводе из ситуације.